# Santa Isabel (Paul)
Santa Isabel es una localidad caboverdiana del municipio de Paul.

## Geografía
La localidad está situada en la isla de Santo Antão.

## Organización territorial
La localidad abarca los lugares y barrios de:
- Chã de Canda
- Chã de Caninho
- Chã de Felice
- Lombo Corod
- Lombo Santa Maria
- Merada Nova
- Pedra Frade
- Ribeira da Besta
- Ribeira da Estrada
- Rocheado
- Santa Isabel Da-La
- Tabuleiro
- Tapume